# Microsoft Exchange Server
Microsoft Exchange Server är en e-postserver och en grupprogramvara som har funnits sen mitten av 1990-talet. Exchange är en radikal utveckling av Microsofts tidigare mailsystem Microsoft Mail 3.2. Nuvarande aktuell produktionsversion är Exchange 2013 SP1. De huvudsakliga komponenterna är:
- Databasdriven lagring av objekt
- Katalog för objekt enligt X.500-standarden
- "Connector"-tjänster för samverkan med fjärrsystem

Katalogtjänsten som fanns inbyggd i Exchange 4.0 till och med Exchange 5.5 kan man kalla Microsofts första steg in i X.500-världen som tidigare dominerades av Novell Directory Services (NDS), numera Novell eDirectory. Versioner därefter, med början på Exchange 2000, saknar katalogtjänst och är därför beroende av en extern katalogtjänst som Active Directory.